# БЦВМ серии Ц
БЦВМ серий Ц — серия советских бортовых цифровых электронных вычислительных машин (БЦВМ).

## БЦВМ общего назначения

### Ц100, Ц101, Ц102, Ц104, Ц193
БЦВМ серий Ц100, Ц101, Ц102, Ц104, Ц193 — советские серии бортовых ЭВМ, разработанных в Научно-исследовательском центре электронной вычислительной техники (НИЦЭВТ, с 1986 года НИИ «Аргон»). Считаются третьим поколением советских БЦВМ общего назначения.
Изготавливалась на заводе ГППО «Октябрь» МРП СССР в городе Каменске-Уральском.
Использовалась в составе бортового оборудования самолетов, системах управления вооружением (СУВ) истребителей МиГ-29, Су-27, Су-35.
БЦВМ Ц100 совместно с БЦВМ "СОЛО-54" используются в системах
управления вооружением модернизированных самолётов Су-27, Су-30
и в настоящее время производятся серийно.
Серии выполнены с использованием архитектуры «ПОИСК» (Проблемно-Ориентируемой с Изменяемой Системой Команд).

### ТТХ
- представление чисел — с фиксированной точкой
- разрядность данных — 16 бит, разрядность команд — переменная
- Потенциальное эффективное быстродействие
  - Ц100 — 180 тыс. оп./с
  - Ц101, Ц102 и Ц104 — ок. 400 тыс. оп./с
- Ёмкость
  - ОЗУ
    - Ц101 и Ц102 — 16Кх18 бит
    - Ц104 — 8Кх18 бит

  - ПЗУ
    - Ц101 и Ц102 — 64Кх16 бит (128Кх16 бит)
    - Ц104 — 64Кх16 бит

  - ЭЗУ
    - Ц101 и Ц102 — 256х16 бит
    - Ц104 — 256х16 бит
- Устройство ввода-вывода
  - число каналов ВВ для Ц100 — 1, для Ц101/102 — 1 или 2
  - пропускная способность канала — 400—800 Кб/с
- Масса
  - Ц101 и Ц102 — 23 кг
  - Ц104 — 21 кг
- Энергопотребление
  - Ц101 и Ц102 — 300 Вт
  - Ц104 — 200 Вт
- Система автоматизации программирования, отладки и документирования (САПОД)
  - для Ц101/102 разработаны две версии САПОД (САПОД-Е на ЕС ЭВМ, САПОД-М — на СМ ЭВМ).
  - язык программирования — язык символического кодирования операторов ЯСКО.
  - Состав:
    - конфигуратор для настройки транслятора на состав операторов изделия
    - транслятор с языка символического кодирования операторов
    - загрузчик
- Элементная база — микросхемы средней степени интеграции (СИС) серий 106, 133, 134, 136 (Ц100); серий 1802, 1804, 530, 533 (Ц101/102).
- Диапазон рабочих температур — от −55 до 60 °C
- Наработка на отказ — Ц100 — 500 ч, Ц101/102 — 1000 ч

Подсистема автоматизации отладки позволяет проводить автономную и статическую комплексную отладку в среде ОС ЕС в интерактивном режиме и включает в себя диспетчер отладки, транслятор с языка отладки и интерпретатор машинных команд изделия.

## Специализированные процессоры
БЦВМ серий Ц-175, Ц-176 — созданы совместно ХК «Ленинец», БЦВМ «Молния» и «Молния-Д» (МНПК «Авионика»).

### Ц200, Ц300
БЦВМ серий Ц200, Ц300 — советские серии бортовых ЭВМ, разработанных в ХК «Ленинец», специализированные процессоры обработки сигналов.

### Ц400, Ц600
БЦВМ серий Ц400, Ц600 — советские/российские серии бортовых ЭВМ, сигнальные процессоры, разработанные НИИСИ РАН и производящиеся КБ «Корунд-М».

## Аналоги
- БЦВМ серий А (НИИ «Аргон»)
- ЦВМ серий 80 (ЛНПОЭА)
- ЦВМ серии Заря (НИИП)
- ЦВМ серии СБМВ (МНПК «Авионика»).
- ЦВМ серии Багет (НИИСИ РАН/КБ «Корунд-М»)